# کلیولند (اکلاهما)
کلیولند(به انگلیسی: Cleveland) شهری در ایالت اکلاهما کشور ایالات متحده آمریکا است که جمعیت آن در سرشماری سال ۲۰۱۰ میلادی، ۳٬۲۵۱ نفر بوده‌است.